# Флер (репер)
Патрик Лосенски (Берлин, 3. април 1982), познатији по уметничком имену Флер, немачки је репер. Одрастао је без оца. Имао је проблема са школовањем, не због оцена већ због понашања. Оптужен је да је расиста због текстова у песми "Нови Немачки талас" и "Пуна Немачка моћ", које имају расистички карактер али је он негирао да је расиста.
Флер издаје албуме за издавачку кућу AGGRO Berlin до 2009 године. У јуну 2010. године, издаје албум Flersguterjunge за издавачку кућу "Еrsguterjunge". Година 2011 постаје пресудна година за Флера, самостално оснива издавачку кућу Maskulin, и исте године избацује за Maskulin два албума. Први албум избацује у априлу под називом Airmax Muzik II, затим други у новембру Im Bus ganz hinten. Поред тога сарађује са дугогодишњим пријатељима из АггроБерлина Џихад и Сила, и избацују 4 микстејпа. Тренутно у припреми је албум Neue Deutsche Welle 2 који излази 9. маја 2014 године. 

## Дискографија
- 2002. – I Luv Money Records: I Luv Money Sampler ("Hörst du mich")
- 2002. – Aggro Berlin: Aggro Ansage Nr. 1 (u. a. "Cordon Sport Massenmord")
- 2002. – King Orgasmus One & Bass Sultan Hengzt: Berlin bleibt hart (u. a. "Küche oder Bett")
- 2003. – Aggro Berlin: Aggro Ansage Nr. 2 ("Heavy Metal Payback", "Zukunft(Electroghetto Rmx)")
- 2003. – Bushido: Vom Bordstein bis zur Skyline ("Vaterland", "Asphalt", "Zukunft", "Drecksstück" und "vom Bordstein bis zur Skyline")
- 2005. – MC Bogy: Geballte Atzen Power (u. a. "Geballte Deutsche Power")
- 2005. – Various Artists: Rap City Berlin (u. a. "Wilkommen in Berlin (RMX)")
- 2005. – Automatikk: Des Killatape Vol. 1 ("Friss Dreck")
- 2005. – B-Tight & Tony D: Heisse Ware "Mixtape"
- 2005. – DJ Tomekk: Numma Eyns (u. a. "Jump, Jump")
- 2005. – Joe Rilla: Aus der Platte auf die Platte (u. a. "Alubasy")
- 2005. – Manny Marc & Reckless: Hip Hop ist tot
- 2005. – Frauenarzt Untergrund König

## Албуми
- 2002 Carlo, Cokxxx, Nutten (Sonny Black & Frank White (aka Bushido & Fler))
- 2003 Aggro Ansage Nr. 3 (Aggro Berlin)
- 2004 Aggro Ansage Nr. 4 (Aggro Berlin)
- 2005 Neue Deutsche Welle
- 2005 Neue Deutsche Welle - Premium Edition
- 2005 Aggro Ansage Nr. 5 (Aggro Berlin)
- 2006 Trendsetter
- 2007 Air Max Muzik
- 2008 fremd im eigenen land
- 2008 SÜdbeRlin maskulin
- 2009 FLER

## Синглови
- 2004 Aggroberlina
- 2005 NDW 2005
- 2005 DJ Tomekk feat. Fler u. G-Hot "Jump, Jump"
- 2005 Fler feat. G-Hot Nach eigenen Regeln
- 2006 Papa ist zurÜck
- 2006 Çüs Junge
- 2008 Deutscha Bad Boy
- 2008 warum bist du so?
- 2009 check mich aus
- 2009 ich sing nicht mehr fÜr dich